# Đảo Song Tử Đông
Song Tử Đông (tiếng Anh: Northeast Cay, tiếng Filipino: Parola, tiếng Trung: 北子岛; bính âm: Běizi dǎo, Hán-Việt: Bắc Tử đảo) là đảo san hô tự nhiên lớn thứ năm trong quần đảo Trường Sa, với diện tích khoảng 12,7 ha.  Đảo nằm cách đảo Song Tử Tây do Việt Nam kiểm soát chỉ 3 km về phía đông bắc, cách đảo Thị Tứ do Philippines kiểm soát 45 km về phía bắc-đông bắc.
| Đá Bắc Đảo Song Tử Đông Đảo Song Tử Tây Đá Nam Bãi Núi Cầu Bãi Đinh Ba Ảnh chụp vệ tinh của đảo Song Tử Đông và các thực thể thuộc Cụm Song Tử (nguồn: NASA). |

Đảo Song Tử Đông được phân loại là một "đá" theo luật quốc tế, nghĩa là nó được hình thành tự nhiên, nổi trên mặt nước khi thủy triều cao, và có quyền có lãnh hải 12 hải lý theo Công ước Liên Hợp Quốc về Luật Biển (UNCLOS) nhưng không đủ điều kiện để gọi là "đảo" có vùng đặc quyền kinh tế (EEZ). Các quốc gia Trung Quốc, Đài Loan, Philippines và Việt Nam đều đòi hỏi chủ quyền đối với đảo Song Tử Đông. Hiện đảo đang nằm dưới sự kiểm soát của Philippines từ năm 1968.

## Đặc điểm
Đảo có dạng hình bầu dục (trục dài 800 m, trục ngắn 250 m), định hướng trục dài đảo theo hướng đông bắc (55o). Bao quanh đảo cũng là một hành lang có dạng gần giống với đường nét của bờ đảo nổi. Bề rộng của hành lang thay đổi từ vài trăm mét ở phía đông và nam (sườn phía trong atoll) đến hơn 1.000 m ở phía bắc và hơn 2.000 m, ở phía đông bắc (sườn phía ngoài atoll).
Bề mặt địa hình trên đảo bằng phẳng và gần như còn giữ được nguyên vẹn dáng vẻ nguyên sơ, có lẽ do ít phải chịu những tác động do các hoạt động của con người. Hình thái đảo Song Tử Đông cũng có sự thay đổi theo mùa, nhưng ở mức độ ít hơn so với đảo Song Tử Tây. Sự khác biệt này có lẽ do hành lang quanh đảo Song Tử Đông rộng hơn, đã làm giảm đáng kể năng lượng sóng trước khi tác động vào bờ đảo. Bề mặt đảo được cấu tạo bởi vật liệu cát gravel, với thành phần là vụn san hô, vỏ sò ốc biển chết lẫn nhiều vụn thực vật mục nát. Viền quanh đảo là bãi cát trắng, có bề rộng thay đổi tùy từng nơi: 60 – 70 m ở mũi tây nam, 100 – 120 m ở mũi đông bắc, 12 – 15 m, ở mặt đông và nam, chỉ vài mét ở mặt tây và bắc đảo.
Sinh cảnh trên đảo tuy nghèo nàn, nhưng hầu như không bị biến đổi, ngoại trừ khu vực khoảng vài trăm m2 ở giữa đảo, nơi xây dựng nhà ở cho quân đội Philippines. Thảm thực vật trên đảo chủ yếu là cây phong ba, muống biển và vài cây phi lao được trồng cạnh khu nhà ở. Cây phong ba với mật độ phát triển khá dày (người rất khó đi bộ cắt ngang qua đảo), với chiều cao thường hơn 2- 4m đến 7-8m, che phủ toàn bộ bề mặt đảo, chính vì thế đảo luôn giữ được thế ổn định trước phong ba bão tố của Biển Đông theo thời gian.

## Lịch sử
Ngày 26 tháng 7 năm 1933, Bộ Ngoại giao Pháp tuyên bố chiếm hữu một số đảo chính trong quần đảo Trường Sa - bao gồm cả đảo Song Tử Đông (thuộc nhóm Hai Đảo - Groupe de Deux-Îles, cùng với Song Tử Tây). Ngày 21 tháng 12 năm 1933, Thống đốc Nam Kỳ Jean-Félix Krautheimer ký nghị định sáp nhập các đảo này vào địa phận tỉnh Bà Rịa của Nam Kỳ, Đông Dương thuộc Pháp.
Năm 1956, quốc gia Việt Nam Cộng hòa ra đời và cử tàu đi thị sát quần đảo Trường Sa, trong đó có Song Tử Đông. Năm 1963, Hải quân Việt Nam Cộng hòa đưa ba tàu là HQ-404 Hương Giang, HQ-01 Chi Lăng và HQ-09 Kì Hòa ra xây dựng lại bia chủ quyền Việt Nam tại một số đảo thuộc Trường Sa. Sách trắng năm 1975 về quần đảo Hoàng Sa và quần đảo Trường Sa của Bộ Ngoại giao Việt Nam Cộng hòa nêu rõ ngày xây dựng lại bia chủ quyền ở 6 đảo: ngày 19-5-1963 ở đảo Trường Sa; ngày 20-5-1963 ở đảo An Bang; ngày 22-5-1963 ở đảo Thị Tứ và Loại Ta; ngày 24-5-1963 ở đảo Song Tử Đông và đảo Song Tử Tây.
Đến năm 1968 Philippines đã tổ chức chiếm giữ một số đảo ở Trường Sa trong đó có đảo Song Tử Đông.
Đầu năm năm 1974, sau khi Hải quân Trung Quốc giao tranh với Hải quân Việt Nam Cộng hòa và giành thắng lợi ở quần đảo Hoàng Sa thì chính quyền Việt Nam Cộng hòa cho tiến hành chiến dịch mang tên Trần Hưng Đạo 48, bất ngờ đổ quân chiếm đảo Song Tử Tây.
Ngày 11 tháng 6 năm 1978 tổng thống Ferdinand Marcos kí sắc lệnh thành lập nhóm đảo Kalayaan (bao gồm đảo Song Tử Đông) trực thuộc tỉnh Palawan của Philippines.